# Semiothisa pallidizona
Semiothisa pallidizona är en fjärilsart som beskrevs av George Francis Hampson 1910. Semiothisa pallidizona ingår i släktet Semiothisa och familjen mätare. Inga underarter finns listade i Catalogue of Life.